# Хабаккук
Хабаккук (англ. Project Habakkuk) — проєкт авіаносця із пайкериту (замороженої в воді тирси), розроблявся в ході проєкту Авакум.

## Проєкт Авакум
До 1942 німецькі підводні човни довели британський флот до відчаю — не було можливості супроводжувати кожне торгове судно, а протичовнові літаки берегового базування не могли літати далеко для знищення підводних човнів. Тоді англійському шпигунові і журналістові Джеффрі Пайку прийшла в голову ідея — побудувати авіаносії з льоду з протичовновими літаками.
Проєкт отримав назву «Проєкт Авакум». Спочатку планувалося просто спилювати верхівки айсбергів, оснащувати їх моторами і розміщувати на них літаки. Танення б зайняло тижні, а потім би можна було пригнати новий айсберг — дешево і сердито. Потім ідея трансформувалась — Пайк запропонував морозити авіаносці в Англії з суміші тирси і льоду з інгібітором — пайкериту. Такі авіаносці б не танули місяцями, а міцність пайкерита була на рівні міцності бетону.
Вирішено було побудувати випробувальну модель корабля на озері Луїза, в Канаді, влітку 1943 року. Прототип не розтанув і навіть зміг попливти, проте на той час перевага сил на театрі військових дій схилилася в бік союзників, та й ціна побудови супер-авіаносця виявилася жахливо великою. Треба було б більше 280 000 блоків пайкерита та 8 000 робітників, які б працювали у три зміни 8 місяців.

## Технічні характеристики
26 моторних гондол, вморожених в борту «Хабаккук», повинні були надавати йому швидкість 7 вузлів, в 10 водонепроникних відсіках могли розміститися літаки, паливо, силові установки, боєприпаси та екіпаж. Особливо важливою якістю авіаносія вважалася непотоплюваність. На думку авторів проєкту, для крижаних бортів товщиною 10 м страшніша повинна бути тепла погода, ніж бомби і торпеди. Тому «Хабаккук» передбачалося експлуатувати в холодних водах Північної Атлантики, а в товщі крижаного корпусу прокласти змійовики потужних холодильних установок.
Параметри корабля
- Довжина: 610 м
- Водотоннажність: 1.800.000 тонн
- Екіпаж: 3590 чоловік
- Швидкість: 7 вузлів

Озброєння
- Зенітні установки: 32 — 144 мм;
- Літаки: 200